# Derecha de Cataluña
|  | Aquest article tracta sobre el partit monàrquic alfonsí fundat l'any 1933. Si cerqueu la coalició electoral de 1932, vegeu «Dreta de Catalunya». |

Derecha de Cataluña fou un partit polític català fundat a Barcelona el 6 d'abril de 1933, durant la Segona República espanyola, amb l'objectiu d'agrupar els monàrquics catalans per restaurar la monarquia amb tots els mitjans al seu abast.
Prenia el nom d'una anterior coalició electoral anomenada Dreta de Catalunya. Federat a Renovación Española van combatre totes les lleis aprovades durant el bienni reformista i, àdhuc, les que s'aprovaren durant el període conservador. Contraris a la democràcia parlamentària, a la descentralització administrativa, a l'autonomia de Catalunya, a la separació de l'església i de l'estat, a la reforma agrària, a la sindicació obrera, a l'autonomia universitària... Defensaren un sistema jeràrquic presidit pel Rei.
Superats ideològicament pels esdeveniments polítics de l'època, no aconseguiren influir a la societat civil catalana, però degut als recursos dels seus membres, als contactes que lligaren amb la Itàlia de Benito Mussolini i a les seves relacions amb la Unión Militar Española foren una peça important en la insurrecció urbana que s'esdevingué a Barcelona els dies 19 i 20 de juliol de 1936 contra la República.

## Fundació de Derecha de Cataluña
El dia 9 de febrer de 1933, Antonio Goicoechea fundava Renovación Española, amb el vistiplau rebut a través de Jorge Vigón, de l'exrei Alfonso XIII, que li atorgava poders per assumir la direcció política monàrquica. Li donaren suport des de l'exili francès: Severiano Martínez Anido, el capità Juan Antonio Ansaldo, José Calvo Sotelo, Eduardo Aunós, Jorge Vigón, Darius Rumeu i Freixa, baró de Viver; el tinent coronel d'estat major Valentín Galarza, etc. Cal dir que no tots els monàrquics s'adheriren a aquesta formació. S'hi troben moltes absències com el Duc d'Alba, el comte de Romanones, Joan Antoni Güell i López segon comte de Güell, etc.
Dos mesos després, el dia 6 d'abril, es constituïa a Barcelona, Derecha de Cataluña com a partit federat a Renovación Española El formaren membres procedents de Peña Blanca. Presidit per Xavier de Ros i de Dalmases, el partit fou organitzat de la següent manera: vicepresident primer José de Olano y Loyzaga, comte de Fígols; Santiago Torent i Buxó, vicepresident segon; Julio Díaz Camps, vicepresident tercer; Luís Satrústegui, tresorer; Jorge Girona, vicetresorer; Josep Bertran i Güell, secretari general; Miguel Martí Cabrera, vicesecretari primer; Joaquín de Arquer, vicesecretari segon; vocals: el Marquès de Barberà, Joaquim de Vilallonga i Càrcer (comte de Sant Miquel de Castellar), Alejandro Linati, Manuel Albert i Despujol, Antoni Sala i Amat, Guillem de Benavent, Enrique de Angulo i José Eduardo de Olano. Cal destacar-ne també: Aureli Joaniquet i Extremo, Santiago Nadal i Gaya, Juan Campmajó, Damià Mateu i Bisa, Josep Maria Despujol i Dusay, etc., que ocuparen diversos càrrecs.
Poc després es crearia la secció de les Juventudes de Derecha de Cataluña, que presidiria Luis de Foronda, futur marquès de Foronda que seria secundada per Enrique García-Ramal y Cellalbo, Joaquín de Ros y de Ramis i Pablo Miracle i la secció femenina, que presidí Alfonsa López de Osté i la dirigia Elvira Torent, María Flaquer, M. Josefa Viñamata Castañer.
Ideològicament, defensaven un catolicisme vinculat al poder, eren centralistes, corporativistes i contraris al parlamentarisme i al sistema de partits. El seu corporativisme es basava en l'experiència feixista italiana. El seu teòric, n'era Eduard Aunós Pérez, que va defensar les seves teories a través de la revista Acción Española, èmul d'Action Française. El seu lema era: religión, patria, orden y jerarquía.
Derecha de Cataluña, comptava amb el Diario de Barcelona per difondre la seva ideologia i recorrien a les personalitats consolidades de Renovación Española com: Antonio Goicoechea, Santiago Fuentes Pila, Honorio Maura, Ramiro de Maeztu, José María Pemán, Pedro Sainz Rodríguez … i, més endavant, José Calvo Sotelo que, sovint donaven conferències a Barcelona i a altres localitats de Catalunya.
Van cercar l'aliança del Partit Agrari de Catalunya, creat a l'abril de 1931 a Barcelona. Els membres de Derecha de Cataluña que s'hi integraren foren: Salvador Palau Rabassó, Xavier de Ros i de Dalmases, i Josep Bertran i Güell, tots ells, amb doble militància.
Es van estendre per tots els districtes electorals de Barcelona, establint delegació a Girona (Derecha Social Agraria) a Lleida (novembre de 1934), a Tarragona, Terrassa, on comptaven amb la influència del salisme, Igualada, Vic, Arenys de Mar, Badalona i altres poblacions.

## Accions polítiques del partit
Pel seu radicalisme conservador, a les eleccions a Corts de 19 de novembre de 1933, Derecha de Cataluña es va haver de presentar sola als comicis. No van treure ni un sol diputat, però la seva matriu Renovación Española, en tragué 14. Tanmateix cal tenir en compte que la CEDAn'havia tret 119, el Partido Republicano Radical 102 i, la Lliga Catalana, que només concorria a Catalunya en va treure 25. Foren unes eleccions guanyades pels partits conservadors
Tot seguit, el 16 de desembre, Alejandro Lerroux formava el seu segon govern amb la intenció de corregir el camí que s'havia recorregut durant el bienni reformista. De fet però, els partits conservadors que li donaren suport, pretenien refer-lo.

## Posicionament sobre la llei de Contractes de Conreu
A Catalunya també havien guanyat les forces conservadores, cosa que va crear una forta tensió entre la Lliga Catalana i Esquerra Republicana de Catalunya, que governava la Generalitat. El 25 de desembre moria, Francesc Macià i el dia 1 de gener de 1934 es nomenava Lluís Companys com a nou President de la Generalitat, convocant per al 14 de gener, eleccions municipals. Derecha de Cataluña no s'hi va presentar. Les va guanyar l'Esquerra Republicana de Catalunya però degut a la duresa de la campanya, la Lliga Catalana es va retirar del Parlament de Catalunya.
El 12 d'abril de 1934, el Parlament de Catalunya aprovava la llei de Contractes de Conreu, sense oposició, per absència de la Lliga Catalana.
Tanmateix, l'Institut Agrícola Català de Sant Isidre (I.A.C.S.I.), representant dels propietaris rurals, amb una Junta formada per membres de la Lliga i afins, disconformes amb la Llei, cercaren suports a través d'aquest partit i de Derecha de Cataluña, per tal que l'impugnessin. La Lliga Catalana feu la petició al govern central, presidit per Ricardo Samper, demanant que la llei de Contractes de Conreu fos recorreguda davant del Tribunal de Garanties Constitucionals. La Lliga Catalana pretenia evitar conflictes de competències entre la llei autonòmica i les lleis agràries aprovades a les Corts. Tanmateix, era una impugnació molt arriscada, ja que el Tribunal estava molt polititzat,i les pròpies Corts estaven compostes per una majoria conservadora contraris a l'autonomia de Catalunya. Tramitat però el recurs a través del Govern, el Tribunal de Garanties Constitucionals, va dictar sentència el dia 8 de juny, declarant nul·la tota la Llei, no solament els articles que podien ser incompatibles amb la llei general, sinó tota ella, qüestionant, amb la sentència, la capacitat legislativa del Parlament de Catalunya. Com a reacció el president Lluís Companys feu aprovar la mateixa llei, el 12 de juny. Era una argúcia jurídica, ja que s'havia anul·lat la primera però entrava en vigor la segona, que caldria impugnar-la de bell nou.
Per cercar la solució jurídica al problema que es va crear, s'hi implicaren Niceto Alcalá Zamora, Ricardo Samper, Lluís Companys, Amadeu Hurtado, i el conseller de Justícia Joan Lluhí i Vallescà, ja que calia donar cabuda legal a la Llei dins de l'ordenament jurídic de la República, adaptant-la a la Constitució i a l'Estatut.
Derecha de Cataluña i Renovación Española, no volien que se cerqués cap solució. Simplement volien que es fes complir la sentència i prou. Fins i tot, volien aprofitar l'avinentesa per fer retornar a l'Estat els serveis traspassats d'Ordre Públic i Justícia. Des de l'aprovació de la llei de Contractes de Conreu, el 12 d'abril, Derecha de Cataluña va mostrar una posició hostil i, durant l'estiu, van fer mítings, conferències i articles de diari contra ella. Contraris a l'autonomia de Catalunya eren favorables a qualsevol limitació de les lleis emanades del Parlament de Catalunya. A més, l'I.A.C.S.I, per crear un corrent d'opinió contrari a la llei de Contractes de Conreu, va convocar a Madrid, per al 8 de setembre, una manifestació de propietaris rurals, sota l'empara de la CEDA, el Partit Agrari Espanyol i el Partit Liberal-Demòcrata. Derecha de Cataluña i Renovación Española no hi foren convidats però hi assistiren. La Lliga Catalana que sí que hi fou convidada no hi va assistir per considerar que es tractava d'un acte polític.
Finalment, es trobà una solució jurídica a la llei de Contractes de Conreu, publicant-se el 30 de setembre al Butlletí Oficial de la Generalitat. El dia 1 d'octubre, en obrir-se les Corts, José María Gil Robles feia caure el govern de Ricardo Samper e Ibáñez, i el dia 4, en formar-se un nou executiu presidit per Alejandro Lerroux, amb tres ministres de la CEDA, esclataren els anomenats fets d'octubre, que l'Exèrcit s'encarregà de neutralitzar.
Es va suspendre l'Estatut i la llei de Contractes de Conreu. El Govern de la Generalitat fou detingut, processat i empresonat i, per extensió, se suspengué el Patronat de la Universitat Autònoma, detenint, per raons dels seus càrrecs, el seu president, Pompeu Fabra i el rector Pere Bosch i Gimpera.
La posició de Derecha de Cataluña, fou demanar que es complissin les sentències que dictaminessin els tribunals de justícia, que s'eliminés el Patronat de la Universitat Autònoma i Antonio Goicoechea i Honorio Maura defensaren a les Corts, que es derogués l'Estatut de Catalunya.
El 27 de novembre de 1934, Antonio Goicoechea va promoure la reorganització de Derecha de Cataluña, creant un Consell Regional presidit per ell mateix, amb representants de les quatre províncies catalanes. Es nomenà vicepresident primer al Baró de Viver; a Lluís Massó com a vicepresident segon, a Salvador Palau i Rabassó com a secretari i a Santiago Nadal com a vicesecretari. L'objectiu, delimitat pel Comité de Organitzación Provincial de Renovación Española era: «coordinar los esfuerzos de los elementos adictos de las cuatro provincias, imprimiendo a las mismas unidad de pensamiento y acción y respetando la autonomía de cada organización provincial.» Es feia necessari establir una organització forta i disciplinada, tant en l'àmbit provincial com en l'àmbit regional.
El 31 de març de 1934 Antonio Goicoechea, havia signat, junt amb els tradicionalistes Rafael Olazábal, Antonio Lizarza Iribarren i el general Emilio Barrera, en representació militar, un pacte secret amb Benito Mussolini en el que el dictador italià es comprometia a proporcionar recursos econòmics i mitjans tècnics per preparar una insurrecció. No va tenir massa efectivitat però fou l'inici perquè el 1936, Mussolini confirmés el suport al general Franco.
L'Estatut de Catalunya malgrat que estava suspès no estava anul·lat i Derecha de Cataluña i Renovación Española, van continuar lluitant perquè no es restituís a la Generalitat, ni l'Ordre Públic, ni Justícia, ni l'Ensenyament. Tanmateix, obriren un altre front: impedir la restitució del Patronat de la Universitat Autònoma. Crearen la Agrupación Escolar de Derecha de Cataluña, per combatre l'alumnat nacionalista integrat a la FNEC (Federació Nacional d'Estudiants de Catalunya), il·legalitzada en aquell moment. A finals de 1935, la Agrupación Escolar de Derecha de Cataluña s'integrà al Frente de Derechas pro Universidad Española, origen de la Federación Española Universitaria (FEU), que comptava, a més a més, amb Acción Universitaria Española (AUE), Asociación Escolar Tradicionalista (AET), Sindicato Español Universitario (SEU), de la Falange, i la Sección Escolar de las JAP (Juventudes de Acción Popular), organitzacions, totes elles, contràries a la Universitat Autònoma de Catalunya i a la introducció del català als estudis universitaris.

## Adhesió al Bloque Nacional de Derechas de José Calvo Sotelo
El dia 22 de novembre, José Calvo Sotelo va llançar el Manifest del Bloque Nacional de Derechas al que s'hi adheriren tot l'entramat de Renovación Española, àdhuc Derecha de Cataluña, i els parlamentaris de la Comunión Tradicionalista, exceptuant Esteban Bilbao.
El signants del Manifest de Derecha de Cataluña foren: Fernando Álvarez de la Campa, president del Comitè Polític, José Bertrán Güell, Secretari General, Aureli Joaniquet Extremo, Emilio Juncadella, Darius Rumeu i Freixa, Josep Maria Milà i Camps, Alfons Sala i Argemí, Eduard Aunós Pérez, etc., més del 19 per cent dels signants eren catalans, si bé, no tots eren de Derecha de Cataluña. El Bloque Nacional de Derechas confirmava un canvi de lideratge entre els alfonsins, en la figura de José Calvo Sotelo, incrementant el radicalisme monàrquic amb un discurs feixistitzant.
El dia 2 de gener de 1935 s'aprovà el Decret de Suspensió de l'Estatut de Catalunya en el que es determinava que mentre no es restablís el règim autonòmic, es nomenaria un Governador General que tindria les funcions del President de la Generalitat, podent nomenar aquest, un Consell Executiu per ajudar-lo en llurs funcions.
Una de les primeres conseqüències d'aquest decret fou el retorn a la Generalitat dels serveis de Justícia i Ensenyament, amb l'oposició de Derecha de Cataluña/Renovación Española.

## Col·laboració a la insurrecció militar de juliol de 1936
Darius Rumeu i Freixa, baró de Viver, l'any 1935 va entrar en contacte amb el coronel Francisco Issarre cap de la Unión Militar Española de la Ciutat Comtal, el coronel d'intendència retirat Emilio Pujol i el capità Luis López Varela, que constituïen l'ànima de l'organització. Luis López Varela, a més a més, era l'enllaç amb Madrid i Pamplona (general Emilio Mola Vidal). El Baró de Viver s'encarregà de cercar recursos i de posar els homes de Derecha de Cataluña al servei de l'UME Poc abans de la insurrecció militar, a la seva finca d'Argentona es feu una reunió important amb els comandaments militars. Feien arribar els diners a l'UME, procedent, bàsicament de Renovación Española i armes a través de la frontera catalana amb l'ajuda de Derecha de Cataluña (Enrique García-Ramal).
Després de diverses crisis de govern, Niceto Alcalá Zamora, president de la República, va nomenar cap de govern, a Manuel Portela Valladares, excloent-hi la CEDA i convocant noves eleccions per al 16 de febrer de 1936. S'havia arribat a un frontisme entre les esquerres i les dretes. Les esquerres s'agruparen en el Frente Popular que a Catalunya s'anomenà Front d'Esquerres i les dretes en el Frente Nacional Contrarrevolucionario anomenat a Catalunya Front Català d'Ordre.
Joan Ventosa i Calvell de la Lliga Catalana, va manifestar que calia la unitat de les dretes constituint una sola coalició electoral amb una unitat de comandament que havia de recaure en la Lliga, tant a Barcelona Ciutat com a Barcelona circumscripció, donant llibertat a les organitzacions locals de Girona, Tarragona i Lleida per establir el pactes que més els convinguessin
Amb moltes dificultats per a acceptar aquest plantejament, finalment la candidatura per Barcelona Ciutat quedà formada per un diputat de la Comunión Tradicionalista, un de Derecha de Cataluña (Santiago Torent Buxó); i tres de Acción Popular Catalana. La resta fins a divuit eren tots de la Lliga Catalana. A Barcelona Circumscripció no es va acceptar cap membre de Derecha de Cataluña, ni a Girona, Tarragona i Lleida. Llevat de Tarragona que sortí elegit el carlí calvosotelista Joaquim Bau i Nolla tots els diputat elegits foren de la Lliga Catalana. Santiago Torent Buxó va treure els pitjors resultats de la candidatura. Només tingué per sota a Alejandro Lerroux que es va posar dins de la candidatura per conveniències tàctiques.
De la campanya electoral en destacaria unes paraules de Josep Bertran i Güell perquè ens ajuden a comprendre la ideologia de Derecha de Cataluña: "nosotros no somos ni demócratas ni absolutistas, sino partidarios de la Monarquía responsable y corporativa en razón de un concepto, de una ideología católica y escolástica, diversa en la unidad pero de una diversidad cualitativa que conduce al organismo, a la jerarquía y fatalmente a la corporación".
Les eleccions foren guanyades per les esquerres, nomenant Manuel Azaña com a cap de govern.
El dia 4 de març de 1936 es restablí el Govern de la Generalitat amb tots els serveis traspassats i entrant en vigor la llei de Contractes de Conreu del 30 de setembre.
El 7 d'abril es destituïa Niceto Alcalá Zamora i el 26 d'abril s'escollia Manuel Azaña com a nou president de la República.
Els militars, dirigits per Emilio Mola Vidal començaren a preparar un cop d'estat. S'incrementà l'activitat clandestina. L'UME de Barcelona va adquirir l'entitat España Club, reunint-s'hi militars antirepublicans, membres de la Comunión Tradicionalista, Falange, JONS, JAP, Derecha de Cataluña, Sindicats Lliures i Juventudes Antimarxistas. Es va crear un grup denominat el Voluntariado Español amb representants de cadascun dels grups mencionats. Josep Maria Cunill i Postius, representava als tradicionalistes; José Fernández Ramírez, a la Falange, José María Poblador a las JONS; Camas a la JAP; Enrique García-Ramal Cerralbo a Derecha de Cataluña; Ramon Sales i Amenós als Sindicatos Libres i a les Juventudes Antimarxistas, Juan Segura Nieto. Aquest grup fou integrat a Derecha de Cataluña.
Enrique García-Ramal Cerralbo s'encarregava de passar armes per la frontera i subministrar-les a Madrid a través de Pedro Sainz Rodríguez, que les feia arribar a les casernes. A més a més, Derecha de Cataluña es van comprometre a aportar unes noranta persones civils per a la insurrecció de Barcelona, que serien dirigides per Juan Segura Nieto, policia retirat que ostentaria el comandament militar del grup. Finalment però, en foren solament seixanta. Els militars exigiren el 17 de juny de 1936, que la insurrecció fos genuïnament militar.
En ser assassinat José Calvo Sotelo, el 13 de juliol, la responsabilitat de tot l'entramat de Renovación Española recaigué de bell nou en Antonio Goicoechea.
El 19 de juliol els membres de Derecha de Cataluña, es van distribuir entre la Caserna d'Artilleria de Sant Andreu i la Caserna de Cavalleria Montesa, del carrer Tarragona de Barcelona.
D'una manera desorganitzada, el 17, 18 i 19 de juliol, s'inicià a tot Espanya la insurrecció militar que va desembocar en la Guerra Civil Espanyola. A Barcelona fou la matinada del dia 19. Fou l'única confrontació urbana a tot l'Estat entre l'Exèrcit i les forces de seguretat de la República: Guàrdia Nacional Republicana, Seguretat i Assalt i els Mossos d'Esquadra, decantant-se la victòria a favor d'aquestes.
Els membres de Derecha de Cataluña s'escapoliren com pogueren. La majoria s'amagaren i després de diverses vicissituds, passaren al bàndol franquista. Altres romangueren amagats a la ciutat fins al final de la Guerra. Alguns foren intercanviats per altres presoners (Josep Maria Milà i Camps, comte de Montseny) i d'altres, detinguts i alguns, executats.

## Acceptació del decret d'unificació de la FET i de les JONS i dissolució del partit
Iniciada la Guerra Civil, Derecha de Cataluña-Renovación Española, acceptaren el decret d'unificació de 19 de abril de 1937, en crear-se la Falange Española Tradicionalista y de las JONS, ja que s'inclogueren, segons Ramón Serrano Súñer: «en la Unificación, por disposición especial, a los grupos de “Acción Española” y de “Renovación Española”, pensando que podían constituir un buen fundente de las dos alas unificadas.». El decret d'unificació va ser acceptat pels monàrquics alfonsins, ja que els seus principis s'apartaven poc dels altres partits que s'integraren al Movimiento Nacional. Tal com manifesta el professor Julio Gil Pecharromán referint-se als alfonsins: «[…] No se trataba de meras especulaciones de un grupo de intelectuales marginales: los golpistas de 1936 y, luego, los responsables de la longeva dictadura franquista, les deberían gran parte de su filosofía política».
De fet, Franco va aplicar tot el programa que defensava Derecha de Cataluña: suprimir l'Estatut i la cooficialitat del català, un parlament orgànic amb un partit únic i la defensa de la religió com una de les essències de la pàtria. Fins i tot, va admetre el règim monàrquic i el sistema corporatiu, integrant treballadors i patrons en un sindicat únic que, segons Derecha de Cataluña, havia de superar la lluita de classes.
Membres de Derecha de Cataluña, després de la Guerra, s'incorporaren com a regidors a l'Ajuntament de Barcelona a les ordres de Miguel Mateu Pla, o com a diputats provincials de la Diputació. Enrique García-Ramal Cerralbo va ser ministre amb el general Franco i Antonio Goicoechea també es va integrar al règim. Hi va haver una part important que, posteriorment, s'adheriren al Consell Privat del Comte de Barcelona, i alguns membres del partit optaren per fer una “oposició” monàrquica, consentida pel règim.
L'única cosa que Franco els negà fou la restauració dinàstica en la figura de Joan de Borbó i Battenberg, instaurant la nova monarquia en la figura de Joan Carles I.